# Microrregión de la Barra de São Francisco
La microrregión de la Barra de São Francisco es una de las  microrregiones del estado brasileño del  Espírito Santo perteneciente a la mesorregión  Noroeste Espírito-Santense. Su población fue estimada en 2006 por el IBGE en 86.322 habitantes y está dividida en cuatro municipios. Posee un área total de 4.021,776 km².
Es la microrregión con menor IDH del  Espíritu Santo.

## Municipios
- Água Doce do Norte
- Barra de São Francisco
- Ecoporanga
- Mantenópolis

- Datos: Q743753